# Simulium novigracilis
Simulium novigracilis är en tvåvingeart som beskrevs av Deng, Zhang och Xue 1996. Simulium novigracilis ingår i släktet Simulium och familjen knott. Inga underarter finns listade i Catalogue of Life.